# アルダビール
アルダビール（ペルシア語: اردبیل; Ardabīl  発音、アゼルバイジャン語: اردبیل / Ərdəbil）はイラン北西部の歴史的都市。アルダビールの名はおそらくゾロアスター教の聖地を意味する「アルタヴィル」に由来する。アルダビール州の州都であり、人口は340,386人。住民の大多数は民族的にアゼリーである。伝統的に絹および絨毯交易で名が知られ、古来のアルダビール絨毯はペルシア絨毯のなかでも最良のものとされる。アルダビールはサファヴィー朝の名祖たるシャイフ・サフィーユッディーンの聖廟の在所でもある。

## 所在
アルダビールはカスピ海から70km、タブリーズから210kmの位置にある。カスピ海とアゼルバイジャン共和国に近接し、都市として政治的経済的重要性を持つ。アルダビール州はサバラーン山（4,811m）の東麓の平均1,500mの高地に所在し、春の末まで寒冷な地域である。

## 気候
気候は冷涼。夏、最高気温は35度を記録することもあるが、多くの観光客が避暑に訪れる。冬は長く厳しく最低気温零下25度にまで低下する。年間降水量は約380mm。

## 歴史
アルダビール州の歴史は紀元前2500年のハカーマニシュ朝期にさかのぼる。ザラスシュトラはアラス川流域に生まれサヴァラーン山中にその著書を記したとアヴェスタに言及される。パルティアの時代には、アルダビールはアゼルバイジャン地方で特別な重要性を持つようになった。ムスリムの歴史家らはアルダビールの創建をサーサーン朝のペーローズ1世によるものとし、詩人フェルドウスィーもこれを信用している。西暦4世紀から6世紀にかけてフン族の襲撃による、損害を被った。ペーローズ1世はこれを回復し防御を固め、アルダビールをアゼルバイジャンのマルズバーン（地方統治官）駐在地としている。
イスラームの征服時代にはアルダビールは北西イラン最大の都市であり、以降モンゴルの征服までその地位を保った。アルダビールは三度のモンゴル侵攻を受け、三度目にして陥落した。モンゴル軍は都市住民のみならず近隣住民も含めて見つけ次第に殺す大虐殺を行った。モンゴルとグルジアの侵攻はサファヴィー朝の出現にいたるまで3世紀のあいだアルダビールを廃墟のままとすることになるのである。
サファヴィー朝のシャー・シャー・イスマーイール1世がイランの統一の軍を起こしたのはアルダビールである。1500年のタブリーズへの遷都まで、アルダビールはサファヴィー朝の首都であった。遷都後もアルダビールは政治経済の両面において現代に至ってその重要性を失っていない。アルダビールは1514年から1722年のあいだに14回にわたって、そして1915年にオスマン朝に占領されている。また1813年、1828年、1916年にはロシアに占領されている。
1997年2月28日、アルダビール地震が発生。少なくとも965人が死亡、2,600人が負傷、36,000人が家屋を失い、12,000棟の住宅が損傷・倒壊、160,000の家畜が失われた。アルダビール周辺の道路、電力、通信、水道なども深刻な被害を受けた。

## 人びと
- 人口: 650,000
- 宗教: 主にシーア派イスラーム
- 民族: ほとんどがアゼリー
- 言語: 多数がアゼリーを話すが、ほとんどが流暢なペルシア語も話す。

## 名勝

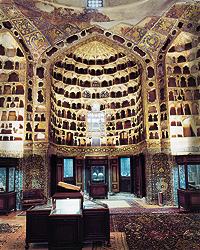
アルダビール博物館

### 史跡
シャイフ・サフィーユッディーン複合体荘厳な佇まいの史跡。以下の諸建築からなる。シャイフ・サフィー廟およびシャー・イスマーイール廟。チーニー・ハーネ（磁器の家の意）。モスク。ジャンナト・サラー（楽園の家）。ハーンガーフ（ダルウィーシュの家）。チェラーグハーネ（ランプの家）。シャヒード・ハーネ（殉教者の家）。チェッレ・ハーネ（四十日の家。四旬節に献身者が自らを打つ場）。シャイフ・サフィー廟は「アッラー・アッラー」と呼ばれる八角形の内装の有名なドームを持つ。(Virtual tour)
マスジェデ・ジャーメ大規模なモスクであったが今は廃墟。
ミールザー・アリー・アクバル・モスク学院複合体ガージャール朝期に遡る。
アルダビール・バーザールイラン式の美しいバーザール。サファヴィー朝期の創建。穹窿によってドームをなす交差部にはハンマームが付属し、また小さいながら神秘的な趣のモスクもある。
アルダビール諸橋アルダビールには歴史的な橋が多い。ギーラーンデフ橋、ナイイェル橋、ハフト・チェシュメシュ橋、セ・チェシュメシュ橋などで、ほとんどはサファヴィー朝期のものである。
イマームザーデ・サーレフ廟250年前の創建。シーア派イマームの後裔イマームザーデ・サーレフの墓所。
聖マリア教会アルメニア正教の教会。1876年創建。木製の美しい主扉と彩色されたドームを持つ。
アルダビール市は古代都市であり、起源は都市史においては約4000年から6000年前にさかのぼる。 歴史を通じたさまざまな時期、アゼルバイジャン地域の中心地であったが、その黄金時代はサファヴィー朝期であった。

### 自然名勝
温泉にはビーレ・ダッレ、サルエイン、サルダーベ、ブーシュルーなどがあり、その薬効はイラン全土に知れ渡っている。
一方、自然景観の面では多くの美しい湖が特筆されよう。大きなものにネオル湖、シューラービール湖、シュールゲル、ノウシャフル、アルーチェなどがあり、水鳥の生息地となっている。
シューラービール湖はアルダビールの南、丘陵地帯にあって、水面積は640,000のm2、湖面は鉱物の薄く白い層におおわれ、皮膚病とリウマチに薬効がある。湖辺にはシューラービール・リゾートがある。
街を貫くバリクライ・チャーイ川（アゼルバイジャン語で魚の多い川）はサバラーン山地に源を発し、周辺の村も多くは川に沿って点在し、アルダビール州の多くの農地を潤している。

## 高等教育機関
- アルダビール医科大学
- モハッゲグ・アルダビール大学
- イスラーム自由大学アルダビール
- パーヤメ・ヌール大学アルダビール
- アルダビール・スーレ大学

## 著名出身者

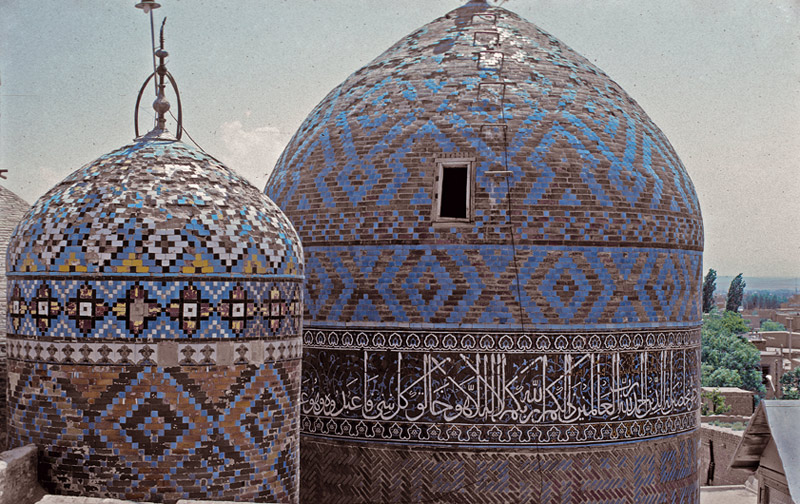
シャイフ・サフィー廟のドーム

### ウラマー
- アブドルキャリーム・ムーサヴィー・アルダビーリー: イランの政治家
- アリー・メシュキーニー イランの政治家
- ラヒーム・モアッゼンザーデ・アルダビーリー: ムアッジン。父アブドルキャリーム・モアッゼン・アルダビーリーの後を継ぐ。1955年には彼の広く知られたアザーンが録音されている。
- サファーユッディーン: 13世紀のスーフィー教団指導者
- サーデグ・ハルハーリー: イスラーム主義者。イスラーム革命期の指導者。

### スポーツ
- アブドッラー・モヴァヘド: 男子フリースタイル・レスリング選手
- アリー・ダーイー: サッカー選手
- ホセイン・レザーザーデ: 重量挙げ選手。世界記録保持者。
- モジュタバー・ジャバーリー: サッカー選手
- ヤドッラー・アクバリー: サッカー選手
- ヤフヤー・ゴルモハンマディー: サッカー選手

### 芸術
- アクバル・アブディー: イランの映画俳優
- アリー・サリーミー: アゼルバイジャンの音楽家。タール奏者。
- アーレフ: イラン人のポップシンガー
- ナスロッラー・ナーセエプール: イラン古典音楽の歌手
- ラスール・モッラーゴリープール: 映画監督
- ルバーバ・ムラドヴァ: オペラ歌手、マカーム歌手
- グーグーシュ: イラン・ポップ歌手

### 科学
- ジャッラーフ・イブン・アブドゥッラー
- イラーヒー・アルダビーリー: 学者
- ロトフィー・アリーアスキャルザーデ: 数学者、コンピュータ科学者。カリフォルニア大学バークレー校コンピュータ科学教授。
- メフリバン・アリエヴァ: アゼルバイジャン共和国大統領イルハム・アリエフの妻。ユネスコ親善大使。父ミル・ジャラル・パシャエフがアルダビール出身。

### 文学
- バーバー・サファリー: 歴史家
- イブン・バッザーズ・アルダビーリー: サフィーユッディーンの伝記書「サフワトゥルサファー」の著者[3])
- マディナ・グルグン: アゼルバイジャンの詩人
- ミル・ジャラル・パシャエフ: 作家。文芸批評家。
- サドルルママーレク・アルダビーリー: 作家。
- シャムス・アッタール・アルダビーリー: 詩人。

### 政治家
- バーバク・フッラムディーン: アッバース朝に対するバーバクの乱の指導者。
- ハーッジ・バーバー・ハーネ・アルダビーリー: テヘラン、タブリーズ、アルダビールでのイラン立憲革命の英雄
- イスマーイール1世: サファヴィー朝の初代シャー。
- ジャアファル・ピーシェヴァリー: アゼルバイジャン人民政府の創設者、で同議長。人民政府はソヴィエト連邦の北西イラン占領期に、ソ連の後援により設立された分離主義的共産主義政府である。
- ラフマーン・ダードマーン: 元イラン道路交通大臣
- ホセイン・アルダビーリー: イラン立憲革命期テヘラン、マシュハドでの民主党指導者。

## 経済
アルダビールの経済は農業と観光の2つの柱、およびその他の産業からなる。
イラン政府は2006年、アルダビールに「同業で中東最大の織物工場」の設置計画を発表した。
アルタ工業グループはイラン最大の繊維複合企業体で、同社はガズヴィーン州およびアルダビールに拠点がある。高密度繊維板、中密度繊維板、ラミネート床、多層フィルムをイランにおいてはじめて生産した企業である。同企業はアルダビールに拠点をおいた最初の私有産業で、15の主要向上がアルダビールにある。この工業団地は100ヘクタールの土地を占め、また従業員用の住居エリアも併せ持つ。

## 註
1. ↑  “Iranian Provinces: Ardabil” (英語).   Iran Chamber Society (2005年). 2009年7月10日閲覧。
2. ↑  Person, Waverley L. (2008年7月16日). “Significant Earthquakes of the World: 1997” (英語).  United States Geological Survey. 2008年10月18日閲覧。
3. ↑  Savory, Roger. "Ebn Bazzaz". Encyclopedia Iranica. 2008年2月7日閲覧。
4. ↑  Mehr News Agency (2006年1月22日). “Huge textile factory, largest in Middle East to become operational in Ardebil” (英語). Payvand 2009年7月12日閲覧。